# Rencontres cinématographiques de Digne-les-Bains
Émanation d’un ciné-club fondé en 1952, l’association Rencontres Cinématographiques de Digne-les-Bains et des Alpes de Haute-Provence œuvre à la présentation et la défense du cinéma de création, en liaison avec les créateurs et les professionnels du cinéma. Les Rencontres s’attachent à la formation du spectateur et notamment des plus jeunes, remplissant ainsi de véritables missions de service public.
La Rencontre Cinématographique de Digne-les-Bains a été créée en 1973 par Pierre Queyrel qui l'a dirigée jusqu'en 1982. Elle était soutenue par la Fédération française des ciné-clubs et par la revue Cinéma. Pendant ces dix années, elle proposa des rétrospectives de Jean-Luc Godard, Philippe Garrel, Raoul Ruiz, Stephen Dwoskin, Marguerite Duras, Robert Kramer, Andy Warhol, Jacques Robiolles, Teo Hernandez, Michael Snow, Jean-Marie Straub et Danièle Huillet et Werner Schroeter.
Les années Queyrel des Rencontres de Digne étaient un espace cinématographique d'utopie rarissime dans le paysage cinématographique où étaient montrées les avant-gardes cinématographiques du monde entier. Pour se faire une idée de la ferveur exceptionnelle qui régnait dans ces années, il faut voir les deux longs-métrages de Gérard Courant : Philippe Garrel à Digne (Premier voyage) (1975) et Philippe Garrel à Digne (Second voyage) (1979).
Les Rencontres Cinématographique de Digne-les-Bains et des Alpes-de-Haute-Provence sont présidées par Jean-Pierre Castagna. Ce dernier, présent dès les débuts, a créé au fil des ans, plusieurs manifestations annuelles, qui couvrent le champ du cinéma : Mémoire du Cinéma devenue avec l'aimable autorisation de Jean-Luc Godard Histoire(s) du Cinéma, Ciné d'Été et la Rencontre Cinéma Autres regards.
Au cours de ces manifestations, de nombreuses personnalités sont venues à Digne parmi lesquelles Bernardo Bertolucci, Bruno Nuytten, Patrice Chéreau, Marie-France Pissier, Jerzy Kawalerowicz, Isild Le Besco, Claude Berri, Yolande Moreau, Bertrand Tavernier, Mario Brenta, Patrice Leconte, Jonathan Nossiter, Dominique Cabrera, Amos Gitai, Jean-Claude Brisseau, Eric Caravaca, Paul Vecchiali, Michel Ocelot, Luc Moullet, Claire Simon, Bamchade Pourvali, Françoise Lebrun, Brigitte Sy, Catherine Corsini, Michale Boganim, François Dupeyron, Paulo Branco, Romane Bohringer, Christian Gasc, Dominique Sanda, Tony Gatlif, Michel Legrand, Dominique Besnehard, Yu Lik-wai, Jacques-Rémy GIRERD, Olivier Assayas, Henri Alekan, Paul Otchakovsky-Laurens, Claude Miller, Rabah Ameur-Zaïmeche, Marie-José Mondzain, Denis Lavant, Boris Cyrulnik, Rony Brauman, Blanca Li, Alain Bergala, Emmanuel Carrère, John Trudell.
En 2007, Jean-Pierre Castagna a reçu les insignes de chevalier dans l'ordre des Arts et des Lettres des mains de Claude Miller.  
L’association est également partenaire culturel de la section L, Arts -Option "cinéma - audiovisuel" du Lycée Alexandra David-Néel de Digne-les-Bains qui fut un des treize premiers lycées de l’hexagone à proposer cet enseignement. 

La programmation des Rencontres Cinématographiques de Digne-les-Bains et des Alpes de Haute-Provence se fixe pour but de donner à voir "une certaine idée du cinéma" (André Bazin), celle qui, du documentaire à la fiction, propose le regard de cinéastes selon une forme cinématographique qui leur est propre et qui exprime leur vision du monde. 